# Friederike de Hesse-Darmstadt
Prințesa Friederike Caroline Luise de Hesse-Darmstadt (20 august 1752 – 22 mai 1782) a fost membră a Casei de Hesse și, prin căsătorie, Ducesă de Mecklenburg-Strelitz.
Ea este strămoașa pe linie maternă a reginei Margareta a II-a a Danemarcei, a regelui Willem-Alexander al Țărilor de Jos, a regelui Albert al II-lea al Belgiei, a regelui Harald al V-lea al Norvegiei și a Marelui Duce Henri de Luxemburg.

## Arbore genealogic
1. ↑  Dictionary of Women Worldwide[*] Verificați valoarea |titlelink= (ajutor)